# Octomeria heleneana
Octomeria heleneana är en orkidéart som beskrevs av Germán Carnevali och F.Delascio. Octomeria heleneana ingår i släktet Octomeria och familjen orkidéer. Inga underarter finns listade i Catalogue of Life.